# Circuit de Dundrod
Le circuit de Dundrod, (en irlandais : Dún dTrod) est un circuit routier de sports mécaniques situé dans le Comté d'Antrim en Irlande du Nord. Bien qu'il ait accueilli des courses de voitures, il est surtout connu pour ses épreuves motocyclistes.
Il est utilisé dans les courses automobiles du RAC Tourist Trophy entre 1950 et 1955 et les courses de vitesse moto du Grand Prix d'Ulster de 1953 à nos jours.
Le proche Circuit de Clady, aussi situé dans le Comté d'Antrim a été utilisé pour le Grand Prix d'Ulster entre 1922 et 1952, avant que ce dernier ne soit transféré sur le circuit de Dundrod.

## Historique

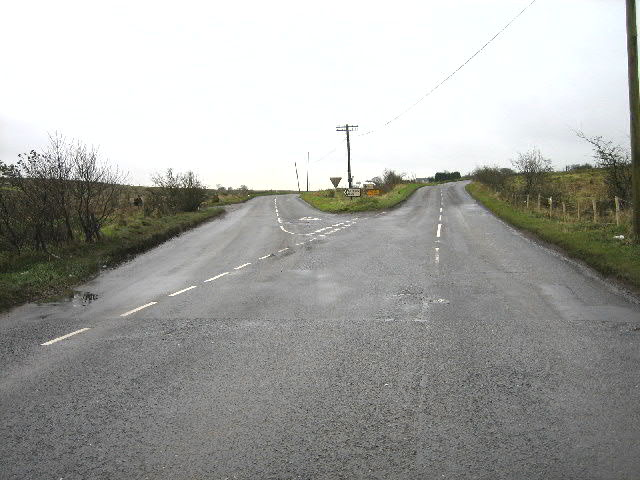
Vue de l'épingle à cheveux de Lindsay

Le Circuit de Dundrod, d'abord utilisé en 1950 pour la course automobile RAC Tourist Trophy possédait une longueur de 11,934 km (7.416 miles) et a été modifié par la suite pour la saison de course de 1965 à 11,910 km (7.401 miles) avec l'ajout de l'"épingle Lindsay". Pour la saison 1953, le Circuit de Clady a été abandonné et le Grand Prix moto d'Ulster dans le cadre des Championnats du monde de vitesse moto sous l'égide de la FIM a été déplacé à proximité sur le circuit de Dundrod. 
L'événement du Grand Prix d'Ulster se tient sur les routes publiques fermées pour la course, y compris une section de la route secondaire "B38 Hannahstown" entre Glenavy et Hannahstown, Co Antrim, la route secondaire "B101 Leathemstown" à partir de l'angle de Leathemstown à Dundrod et la route "B153" Quarterland/Tornagrough à partir de Cochranstown à la jonction de la route de la "B38" Upper Springsfield Road/Road Hannahstown à l'épingle à cheveux de Lindsay.

## Records de vitesse et de la course
Le record du tour du circuit de Dundrod est de 3 minutes et 18.870 secondes à une vitesse moyenne de  215,62 km/h réalisé par Bruce Anstey pilotant une Suzuki de 1 000 cm3 durant le Grand Prix d'Ulster 2010.
Le record de la course sur le Circuit de Dundrod est d'une moyenne de 212,48 km/h réalisé également par Bruce Anstey la même année.
Le record du tour pour le RAC Tourist Trophy sur le circuit de Dundrod est de 4 minutes et 42 secondes à une vitesse moyenne de 152,358 2 km/h réalisé par Mike Hawthorn conduisant une Jaguar D-Type durant le RAC Tourist Trophy 1955.
Le record de la course pour le RAC Tourist Trophy sur le circuit de Dundrod est de 7 heures, 3 minutes et 12 secondes à une vitesse moyenne de 142,139 km/h pour 84 tours (1 002,518 km) durant le RAC Tourist Trophy 1955 réalisé par les pilotes de l'écurie Daimler-Benz : Stirling Moss et John Fitch au volant d'une Mercedes-Benz 300 SLR.

## Sources
1. ↑  Alastair Cook, Days of Thunder : The History of the Ulster Grand Prix, Gill & MacMillan, 2004, 191 p. (ISBN 0-7171-3800-3), p. 21–22